# Liste schweizerischer Alternative-Rock-Bands
Diese Liste zählt schweizerische Bands aus dem Genre des Alternative Rock auf. Sie ist eine Unterliste der Liste schweizerischer Rockbands. Da Indie-Rock mittlerweile als Subgenre oder Synonym des Alternative Rock begriffen wird, werden auch Indie-Bands eingetragen.
Zur Aufnahme in die Liste reichen ein eigener Wikipediaartikel oder belegte überregionale Präsenz.
| Name                 | Genre(s)             | Gründung | Auflösung | Herkunft                |
| -------------------- | -------------------- | -------- | --------- | ----------------------- |
| 77 Bombay Street     | Indie-Rock           | 2007     |           | Kanton Graubünden       |
| After Darkness       | Gothic Rock          | 1991     | 1997      | Luzern                  |
| Alaska               | Ska                  | 2003     |           | Pfäffikon ZH            |
| Asleep.              | Indie-Rock           | 1999     |           | Zürich                  |
| Awesome Arnold       | Indie-Rock           | 2013     |           | Winterthur              |
| The Beauty of Gemina | Dark Rock            | 2006     |           |                         |
| Bright November      | Indie-Rock           | 2010     |           | Bern                    |
| Carson               | Stoner Rock          | 2010     |           | Luzern                  |
| Cell Division        | Gothic Rock          | 1995     |           | Zürich                  |
| Cloudride            | Indie-Rock           | 2004     |           | Basel                   |
| Death by Chocolate   | Alternative-Rock     | 2003     |           | Biel/Bienne             |
| DeepTrip             | Grunge               | 2004     |           |                         |
| END                  | Alternative-Rock     | 2009     |           | Basel                   |
| Excentric            | Post-Grunge          | 1998     | 2012      | Basel                   |
| FANOE                | Synth-Rock           | 2005     |           | Zürich                  |
| Favez                | Alternative-Rock     | 1990     |           | Lausanne                |
| From Kid             | Electro-Rock         | 2014     |           | Chur                    |
| Goodbye Fairbanks    | Indie-Rock           | 2005     | 2012      | Bern                    |
| Groombridge          | Progressive Rock     | 2001     |           | Burgdorf BE             |
| Hell Boulevard       | Dark Rock            | 2014     |           |                         |
| Honey for Petzi      | Post-Rock            | 1995     |           | Lausanne                |
| Irrlicht             | Synth-Rock           | 1996     |           |                         |
| Kejnu                | Indie-Rock           | 2005     |           | Zürich                  |
| Lacrimosa            | Dark Wave            | 1990     |           | ehemals deutsche Band   |
| Last Leaf Down       | Shoegaze             | 2003     |           | Beinwil                 |
| Leech                | Post-Rock            | 1995     |           | Oftringen               |
| Manolo Panic         | Indie-Rock           | 2010     |           | Kanton Zürich           |
| MAREY                | Indie-Rock, Trip-Hop | 2016     |           |                         |
| Metallspürhunde      | Synth.Rock           | 1998     |           |                         |
| mittageisen          | Dark Wave            | 1981     | 1986      |                         |
| Monkey3              | Stoner Rock          | 2001     |           | Lausanne                |
| Navel                | Alternative-Rock     | 2003     | 2015      | Erschwil                |
| One Day Remains      | Alternative Rock     | 2009     |           |                         |
| Phébus               | Alternative Rock     | 1995     |           | Basel                   |
| Pure Inc             | Alternative Rock     | 1994     | 2011      | Kanton Basel-Landschaft |
| Redeem               | Alternative Rock     | 2003     |           | Zug                     |
| Redwood              | Indie-Rock           | 1991     |           | Zürich                  |
| Rival Kings          | Indie-Rock           | 2012     |           | Luzern                  |
| Shilf                | Indie-Rock           | 1997     |           |                         |
| The Souls            | Alternative Rock     | 2010     |           | Thun                    |
| Spencer              | Indie-Rock           | 2002     |           |                         |
| Tim Freitag          | Indie-Rock           | 2011     |           | Zürich                  |
| Treekillaz           | Grunge               | 1999     |           |                         |
| The Vyllies          | Dark Wave            | 1983     | 1988      | Lausanne                |
| Wake                 | Alternative Rock     | 1995     |           | Kanton Zug              |
| Yokko                | Indie-Rock           | 2011     |           | Bern/Zürich/Baden       |
| The Young Gods       | Post-Industrial      | 1985     |           | Freiburg                |